# Боровикове

Монумент Вічної слави в Боровикове

Борови́кове — село в Україні на Придніпрянській височині у Шевченківській сільській громаді Звенигородського району Черкаської області. Населення — 331 особа.
Розташоване за 20 км на північний схід від районного центру — міста Звенигородка, 40 км від залізничної станції Багачеве, 93 км від обласного центру — Черкас та за 190 км від столиці України — міста Києва. Поверхня сільської території являє собою підвищену слабо-пологу рівнину з незначними коливаннями висот, більші з яких піднімаються до відмітки 220,0 м, а менші опускаються до 170,0 м.

## Географічні особливості
Територія села належить до Придунайської рівнини, що є частиною Причорноморської низовини. По фізико-географічному районуванню територія землекористування входить в Придунайський терасно-дельтовий район Степової зони, південної степової підзони.
Середньомісячна температура повітря найтеплішого місяця — липня +27°. Річний максимум температури повітря +38°. Середній з абсолютних річних мінімумів температури -19°. Тривалість безморозного періоду 195 днів. Зима дуже тепла, м'яка, коротка. Висота сніжного покриву в даній місцевості в середньому складає 2-4 см, сніжний покрив нестійкий зважаючи на часту відлигу. Початок заморозків в першій декаді листопаду, останні заморожування спостерігаються в останній декаді квітня.
Середньорічна кількість атмосферних опадів складає 410 мм, а за період з температурою вищий +10° — 260 мм. Більш всього опадів випадає в червні-серпні місяці. Пануючими напрямами вітру для всіх сезонів є південне, південно-східне і північне. Клімат обстежуваної території переважно, сприятливий для обробітку всіх культур і отримання хороших урожаїв.
Основний земельний масив господарства розташований на вододільному плато, яке з півночі на південь перетинається балками і лощинами. Чорноземи звичайні на території села представлені звичайними могутніми чорноземами малогумусними крупкопильовато-тяжкосуглинистими. Сформовані на вододілах, де поверхня більш менш рівна, поверхневий стік незначний або його зовсім немає, ґрунтові води залягають глибоко. Це найродючіші ґрунти, характеризуються сприятливими агрономічними властивостями та могутньою гумусированною частиною профілю до 110 см.

## Історія села
Згідно з переказами село було засноване братами Андрієм та Семеном Боровиками, переселенцями із Черкаського бору, звідчого поселення й отримало своє первісне наймення — хутір Боровиків, яка вже потім, коли хутір став селом, трансформувалася у сучасну назву — Боровикове.

### XVIII—XIX століття
Уперше в друкованих джерелах село згадує Тарас Шевченко в поемі «Гайдамаки», де описуються події Коліївщини, датовані 1768 роком. В розділі під назвою «Гупалівщина» автор пише:
 Догнав своїх. Боровиків
 Вже хутір минають.
 Корчма тліє з стодолою,
 А Лейби немає.
 Усміхнувся мій Ярема,
 Тяжко усміхнувся.
 Отут, отут позавчора
 Перед жидом гнувся…

В примітках до поеми автор зазначив: «…між Звенигородкою і Вільшаною по старому шляху Боровиків хутір і корчма, де б то Ярема Байстрюк, а потім Галайда, був у жида наймитом. (Од старих людей)».

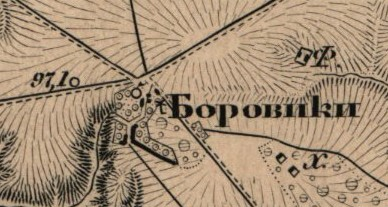
Боровиків хутір на мапі Ф. Ф. Шуберта

В історичній літературі село вперше згадується Лаврентієм Похилевичем у праці «Сказания о населенных местностях Киевской губернии», виданій у 1864 році:
 «…Боровики лежитъ въ 4-ъх верстахъ, на перекрестъѣ дорогъ: изъ Кириловки въ село Козацкое и изъ мѣстечка Ольшаной въ село Тарасовку. Жителей обоего пола 322. Отстоитъ отъ села Кириловки въ 4-ъх верстахъ.».
Серед перших достовірних власників хутору був Павло Енгельгардт, який успадкував ці землі від свого батька, Василя Васильовича Енгельгардта. В 1855 року хутір Павло Енгельгардт продав Кирилівку, а з нею й Боровиків хутір, відставному царському ротмістру Валеріану Еразмовичу Фліорковському.
З статистичного опису складеного під час продажу маєтностів Енгельгардта можна дізнатися, що станом на 5 травня 1857 року на хуторі проживали 141 особа, з споруд — будинок економії, дерев'яна клуня з молотильною машиною та дві дерев'яні корчми.
Поселення поступово зростало і вже на час проведення селянської реформи 1861 року в ньому мешкало 322 особи. У серпні 1864 року хутір купує один з найбільших землевласників Російської імперії граф Ілларіон Іванович Воронцов-Дашков. 1880 року граф продав свою землю з майном Михайлу Терещенку, українському підприємцю. Від 1866 року до 1922 року хутір входив у склад Тарасівської волості Звенигородського повіту.
Жодної інформації про наявність в селі церкви немає. Село належало до приходу Богословської церкви сусіднього села Кирилівки.
Наприкінці XIX століття на хуторі проживало жителів обох статей — 643, з них чоловіків — 322, жінок — 321 переважно православного віросповідання. Головним заняттям жителів було землеробство. За хутором було закріплено 119 десятин землі, а господарством завідував управитель А. К. Кулицький.

### ХХ століття

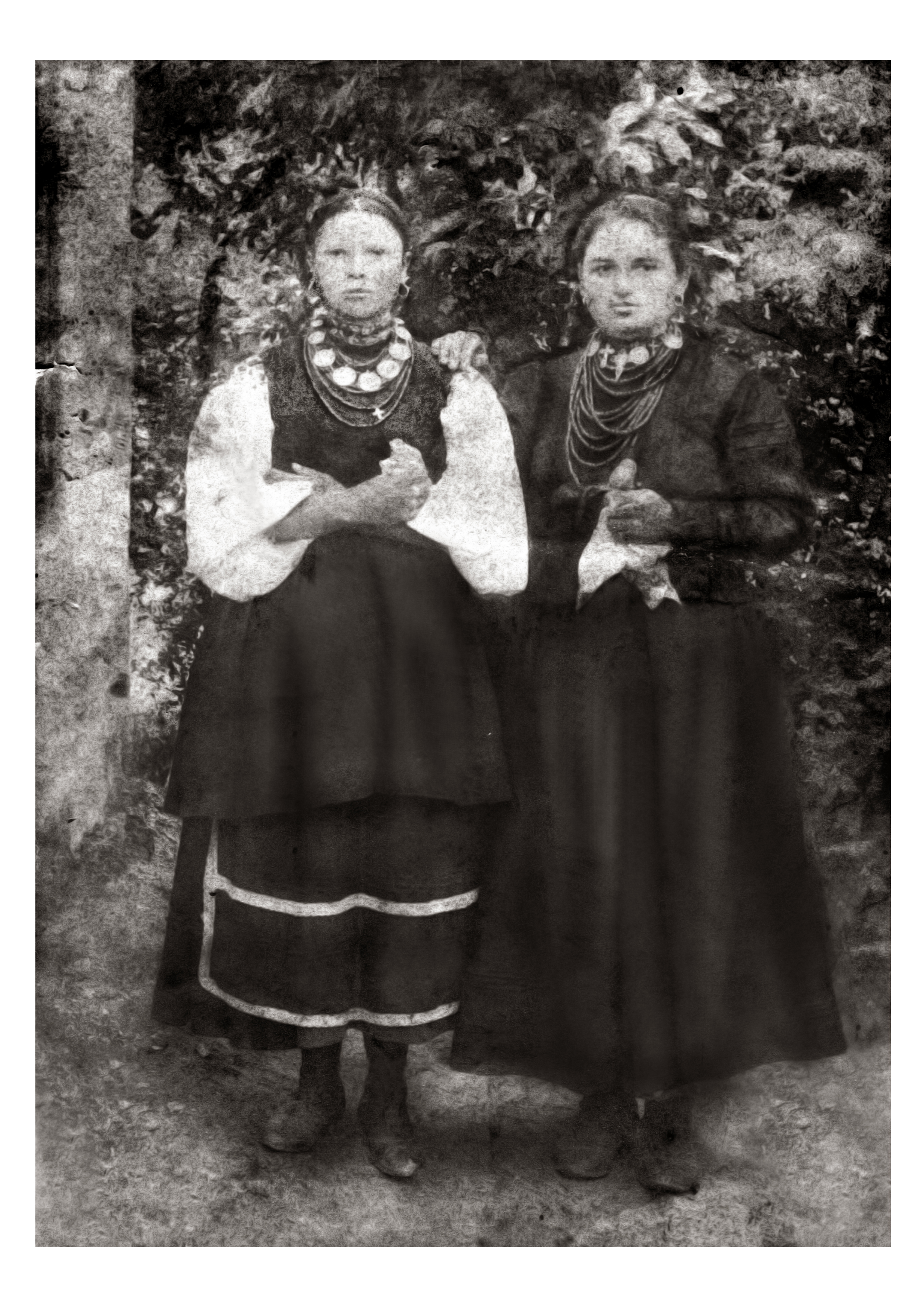
Жителька села Боровикове Сокирко (Миргородська) Євфимія з подругою. 20 роки XX століття.

На початок XX століття на хуторі діяли 1 школа грамоти та 3 вітряних млини. Хутір мав також свій пожежний обоз, інвентар якого складався лише з 2 бочок і на утримання якого селянське товариство витрачало 1 крб. в рік.
Життя села в період національно-визвольних змагань, становлення та діяльності українських урядів, є недослідженим. Невідомі також політичні настрої селян, їх участь у суспільно-політичних процесах які відбувалися в Центральній Україні
У квітні 1923 р. Боровиків хутір ввійшов до складу новоутвореного Вільшанського району. В 1924 р. була утворена Боровиківська сільська рада, до якої, окрім самого Боровикового, увійшли також Юрків хутір та хутір Лізки, першим головою сільської ради було обрано К. П. Боровика. До того часу хутір належав до Кирилівської сільської ради. Станом на 1926 рік на території Боровиківської сільського ради налічувалося 313 селянських господарств та проживало 1 401 особа, у самому ж Боровиковому — 161 двір та 817 осіб.
З початком колективізації, наприкінці 1929 та на початку 1930 р. в селі був організований колгосп «Нове життя» (голови колгоспу: 1929—1931 рр. — Я. С. Яковина, 1932—1933 рр. — Демич Федота), який об'єднав в собі майже всі селянські господарства Боровикового, Юркового та Лізок. В 1929 р. в селі була впроваджена система спільного обробітку землі.
У 1933 р. колгоспне господарство було розділено на дві артілі, у складі першої, колгоспу «Нове життя», залишилися землі села Боровикового, друга артіль увібрала в себе селянські наділи хуторів Юркового та Лізки і була названа іменем 15-річчя ВЛКСМ (голова С. Г. Гуденко).
Село постраждало внаслідок геноциду українського народу, проведеного окупаційним урядом СССР 1932—1933 та 1946–1947 роках. Під час голодомору 1932—1933 років в селі вимерла третина населення, близько 300 осіб. За спогадами старожилів установлено імена 141 людини. У 30-х роках було репресовано 12 осіб, з них до розстрілу засуджено 6 осіб, а інші згинули в сталінських таборах. На кошти односельчан у жовтні 1991 року, після отримання Україної незалежності, встановлено пам'ятний знак «Жертвам голоду 1933 року і репресованим 1937 року».

Мешканка села М. Кириченко (друга зліва) під час примусових робіт в м. Oberleutensdorf.

В 1936 році було побудовано будинок культури на 150 місць.
Під час німецько-радянської війни 260 мешканців села воювали на фронтах, 137 з них загинули, 149 нагороджено орденами і медалями СРСР. На примусові роботи до Німеччини вивезено понад 200 осіб. Загиблим воїнам-односельчанам споруджено пам'ятник, а у 1978 році в центрі села побудовано Монумент «Вічної Слави».
Післявоєнна відбудова села відбувалася на чолі з головою колгоспу С. А. Лазебником. На початку 1951 року колгосп «Нове життя» був об'єднаний з артіллю імені 15-річчя ВЛКСМ села Юркового в нове колгоспне господарство імені М. І. Калініна, діяча комуністичної партії . Головою колгоспу обрано Ю. М. Молочка а центральна садиба розмістилася у Боровиковому. За об'єднаним господарством було закріплено 1,300 гектар сільськогосподарських угідь, з них 1,200 гектар орних земель. В 1959 р. з розформуванням Вільшанського району село спершу увійшло до складу Городищенського, а з ліквідацією у 1963 році і того — до складу Звенигородського району.
З 1961 року головою колгоспу 25 років працював Іван Микитович Хименко. В 1963 року колгосп отримав назву «Прапор комунізму», кілька років потому, в 1969 році, господарству присвоєно звання «Колгосп високої культури землеробства». Основними напрямками діяльності господарства було вирощування зернових культур і цукрових буряків, тваринництво, вирощування яблук та волоського горіха, бджільництво та рибальство.
В 1971 р. збудовано новий будинок культури, на той час чисельність сільської громади становила 495 чоловік, у 1989 році — 470. На початку 80-х років у селі функціонували неповна середня школа, будинок культури, бібліотека, фельдшерсько-акушерський пункт, поштове відділення, автоматична телефонна станція на 50 номерів, радіовузол, філія Ощадбанку та три крамниці.
|                                        |                                        |                               |
| Сільські дівчата. 40 роки ХХ століття. | Весільне вбрання. 40 роки ХХ століття. | Весілля. 40 роки ХХ століття. |

## Сільська школа

Випускний клас школи. 1995 рік

Учні початкової сільської школи. 40 роки ХХ століття.

Перша школа в селі була двокласною і керував нею священник з Кирилівки, навчальний процес відбувався у сільській хаті. В 1908 р. на кошти земства була побудована трьохкласна школа на краю села, де колись стояла корчма і стодола, про які згадує Тарас Шевченко у поемі «Гайдамаки». В цьому будинку була одна класна кімната, у якій за довгими дерев'яними партами сиділи учні по рядах перших, других і третіх класів. Навчання проводив один учитель, Милокостий (ім'я невідоме), пізніше Кельбас Юхим Оникієвич.
У 1931 році силами жителів Боровикового та Юркового було збудовано семирічну школу, де діти мали змогу навчатися в одну зміну.
У 1985 році було збудовано нову 2-х поверхову школу, яка функціонувала до 2013 року. Відкриття школи відбулося 1 вересня 1986 р. Шкільні приміщення були розраховані на 192 учні. У закладі було передбачено 6 навчальних кабінетів, 5 класних кімнат, спортивна зала, майстерня з обробки деревини та металу, бібліотека, стадіон, шкільна їдальня. Від 2002 року школа мала також комп'ютерну кімнату. Навчання проводилось в одну зміну для всіх учнів з Боровикового та Юркового.

Педагогічний колектив. 2009 рік.

У 2007 році рішенням районної ради загальноосвітню школу І-ІІ ступенів перекваліфікували у навчально-виховний комплекс. В НВК функціонувало 9 класів загальноосвітньої школи та одна різновікова група дошкільного навчального закладу. Навчально-виховний процес забезпечувало 14 педагогічних працівників, з них 7 спеціалістів вищої та І кваліфікаційної категорій.
Учні школи були постійними переможцями та призерами різних етапів шкільних предметних олімпіад з базових дисциплін та конкурсу знавців української мови ім. П. Яцика. Під керівництвом вчителів учні школи займалися пошуковою роботою: зібрали та оформили свідчення очевидців Голодомору 1932—1933 років.
Школа була закрита в 2013 році в рамках програми «оптимізації малокомплетних сільських шкіл». Головною причиною закриття стало зменшення кількості дітей в школі, на що, поза загальним зменшення людського приросту, вплинуло рішення батьків записувати своїх дітей на навчання до шкіл сусідніх сіл. Водночас жителі села були проти закриття школи, ця тема неодноразово обговорювалася на загальній сходці села.

## Сучасність
В селі функціонує сільська рада, бібліотека, будинок культури, фельдшерсько-акушерський пункт, поштове відділення та магазин.
Жителі села активно займаються приватним сільським господарством, зокрема тваринництвом, рослинництвом та садівництвом. Традиційно в садівництві головне місце займає вирощування яблук та волоського горіха.
Попри відсутність церкви в селі щорічно відбуваються богослужіння в свято Воскресіння Христового та під час поминальних днів. Поминальні дні відбуваються в першу неділю після Великодня.

## Населення

### Мова
Розподіл населення за рідною мовою за даними перепису 2001 року:
| Мова       | Кількість | Відсоток |
| ---------- | --------- | -------- |
| українська | 330       | 99.7%    |
| російська  | 1         | 0.3%     |
| Усього     | 331       | 100%     |

## Пам'ятки
Комарів яр — заповідне урочище місцевого значення.

## Відомі люди
В селі народились:
- Боровик В. Я. — полковник авіації;
- Боровик Г. Т. — начальник вокзалу «Ясиновата»;
- Боровик І. М. — полковник, начальник штабу залізничних військ і військових сполучень;
- Красюк Іван Прокопович — генерал-лейтенант міліції, лауреат Державної премії в галузі науки і техніки, кандидат юридичних наук;
- Лазебник Юхим Антонович — письменник, публіцист, доктор філологічних наук;
- Миргородський В. М. — пілот, викладач Саратовського військового училища;
- Хименко А. В. — фізик-ядерник.

## Фотогалерея
|               |                      |                |         |
| В'їзд до села | Стара криниця в селі | Сільський став | Цвинтар |